# Кларк, Джон Купер
Джон Купер Кларк (англ. John Cooper Clarke, род. 25 января 1949 года в Манчестере, Англия) — английский певец, поэт и перформанс-артист, первую известность получивший на панк-сцене в 1977 году, когда (на Rabid Records) вышел сингл Psycle Sluts, записанный продюсером Мартином Хэннеттом. Кларк, одно время возглавлявший The Invisible Girls, гастролировал, в числе прочих, с Sex Pistols, Buzzcocks и Элвисом Костелло, творческого пика, как считается, достиг в альбоме Snap, Crackle and Bop. В своё время Кларк получил от рок-критики титул «Поэт-лауреат панк-рока» (англ. Punk Poet Laureate), хотя позже многие стали называть его и первым британским рэпером.

## Биография
Джон Купер Кларк родился в Солфорде, Ланкашир, в семье инженера Джорджа Кларка; мать Хильда Кларк писала стихи, хоть никогда и не публиковалась. В подростковом возрасте Джон увлёкся движением модов; затем работал — в частности, помощником строительного инженера, техником в лаборатории Солфордского университета, типографским наборщиком. После неудачной женитьбы и некоторого времени, проведённого в Дорсете, Кларк вернулся в Манчестер, где начал выступать в клубах с публичными чтениями стихов.
Изначально работал лаборантом в государственном университете в Солфорде.  Дебют исполнительской карьеры произошел в манчестерский фолк-клубах.
…В 1980-е годы Джон Купер Кларк практически не выступал (поскольку боролся с наркотической зависимостью; долгое время он был близок с Нико, страдавшей тем же недугом), но в 1990-е возобновил активную сценическую деятельность. Кларк оказал большое влияние на развитие британской инди-рок-сцены: в частности, Алекс Тёрнер из Arctic Monkeys называет его в числе своих главных «источников вдохновения».
В рамках панк-британского сезона Би-Би-Си стал героем документального фильма от Би-Би-Си в мае 2012 года.
В июле 2013 года Кларк был удостоен почетной докторской степени искусствоведения. Он получил степень от Солдфорского Университета в качестве признания и за развитие карьеры, охватывающей пять десятилетий, за внедрение поэзии нетрадиционной аудитории и влияние на музыкантов и комиков.
В январе 2018 года Кларк участвовал в академической версии программы от BBC «Бессмысленные знаменитости» в качестве конкурсанта, его партнёром была историк Сюзанна Липскомб. 

## Дискография

### Альбомы
- Où Est la Maison de Fromage? (1978)
- Disguise In Love (1978)
- Walking Back to Happiness (1979)
- Snap, Crackle & Bop (1980)
- Me and My Big Mouth (1981)
- Zip Style Method (1982)